# Minami Lane
Minami Lane é um jogo de simulação e estratégia desenvolvido pelo estúdio independente Doot Tiny Games em parceria com Blibloop e Zakku, e publicado por Wholesome Games Presents para PC e pela Seaven Studio para Console. O jogo foi lançado inicialmente em 28 de fevereiro de 2024 para Microsoft Windows, macOS e Linux, foi lançado em 15 de agosto de 2024 para Nintendo Switch e foi lançado em 8 de julho de 2025 para Xbox One, Xbox Series X/S, PlayStation 4 e PlayStation 5, O jogo foi disponibilizado no Xbox Game Pass no primeiro dia de seu lançamento.

## Jogabilidade
Em Minami Lane, o jogador projeta e administra uma rua em estilo japonês, construindo casas, lojas e elementos decorativos. Cada morador tem preferências específicas, e o jogador precisa equilibrar felicidade, lucros e estética. O jogo apresenta dois modos: modo missão, com objetivos predefinidos, e modo sandbox, onde é possível construir livremente sem restrições.

## Desenvolvimento
O jogo foi desenvolvido no motor Unity por uma equipe de três desenvolvedores independentes, inicialmente como um projeto experimental de pequeno escopo. O desenvolvimento durou cerca de seis meses, com foco em acessibilidade, estilo visual acolhedor e mecânicas leves de gerenciamento.

## Atualizações
Em maio de 2024, foi lançada a versão 1.1, que trouxe melhorias de desempenho, tradução para diversos idiomas (incluindo português brasileiro) e suporte oficial ao controle. O jogo também recebeu o selo "Steam Deck Verified" por compatibilidade total com o portátil da Valve.

## Recepção
Minami Lane recebeu avaliações geralmente positivas da crítica especializada no agregador de críticas Metacritic, o jogo obteve uma média de 78/100, com base em quatro análises, sendo classificado como “Generally Favorable”. O OpenCritic atribuiu uma pontuação de 83%, refletindo uma recepção favorável da crítica em geral. Críticas individuais destacaram os aspectos visuais e o clima acolhedor do jogo. Tom Wilson, do portal The Game Crater, descreveu Minami Lane como “uma experiência fenomenal do início ao fim”, elogiando especialmente o visual relaxante e o desenvolvimento em curto prazo. O site Gazettely também atribuiu nota 9/10, elogiando a estética e o tom leve da experiência, afirmando que o jogo “captura lindamente a essência do conforto”. Por outro lado, o portal The Geekly Grind avaliou o título com nota 6/10, apontando como ponto negativo a curta duração da campanha e a limitada rejogabilidade.

## Legado
Minami Lane recebeu elogios por sua ambientação acolhedora, trilha sonora relaxante e mecânicas acessíveis, características que contribuíram para sua popularidade entre jogadores que apreciam experiências leves e reconfortantes. Por outro lado, algumas críticas e jogadores destacaram a curta duração da campanha, estimada entre duas e quatro horas, como um ponto negativo.
Após o sucesso de Minami Lane, os desenvolvedores anunciaram um novo projeto intitulado Kabuto Park, lançado em junho de 2025. O título mantém a mesma proposta cozy e independente, reforçando o estilo característico do estúdio.